# Le maçon (Auber)
Le maçon (dt. Maurer und Schlosser) ist eine Opéra-comique in drei Aufzügen des Komponisten Daniel-François-Esprit Auber und dessen Librettisten Eugène Scribe und Germain Delavigne.
In Paris hatte dieses Werk am 3. Mai 1825 an der Opéra-Comique Premiere. Bereits ein knappes Jahr später, am 19. März 1826, kam die Oper in deutscher Übersetzung an der Berliner Hofoper auf die Bühne. Neben Friederike Ellmenreich und Johann Gabriel Seidl haben auch Karl August Ritter, Louis Angely und Karl August von Lichtenstein das Libretto ins Deutsche übersetzt.
Grundlage des Librettos lieferte die Erzählung Chapelle (Reise nach Montpellier) von François le Coigneux, der nach eigenem Bekunden die Anregung dafür in einem Artikel der Zeitung Courier de l’Europe gefunden hatte. Einem On-dit nach soll die ganze Geschichte auf eine wahre Begebenheit zurückgehen, wofür es aber keinerlei Beweise gibt.

## Handlung
Paris und einer seiner Vororte im Jahre 1788. Der erste und der letzte Aufzug spielen in St. Antoine, einem Vorort von Paris, der zweite Aufzug im Palais des türkischen Gesandten in Paris. Das Geschehen dauert eine Nacht, von der Abenddämmerung bis zum Morgengrauen.

### Erster Aufzug
Die Laube eines Wirtshauses in St. Antoine mit Blick auf Paris. Es ist Abend, aber noch hell. Nach der Ouvertüre singt Roger für seine Gäste ein Ständchen: das Handwerkerlied. Von jedem, allen voran von seiner Nachbarin, Mme Bertrand, werden Roger kriminelle Taten unterstellt. Es kann sich nämlich niemand vorstellen, woher dieser das nötige Geld hat, um heiraten zu können.
Der Offizier Léon de Merinville stößt zur feiernden Gesellschaft und verrät, dass Roger ihm vor Jahren das Leben rettete und er, Léon, ihm deshalb den nötigen Betrag schenkte. Als sich die Feier auflöst und die Gäste nach Hause gehen, schleichen zwei vermummte Gestalten ins und ums Wirtshaus. Sie sind im Auftrag des türkischen Gesandten unterwegs, um einen Maurer und einen Schlosser zu entführen. An seiner Kleidung erkennen die beiden Roger als solchen und verschleppen ihn.

### Zweiter Aufzug
Ein Salon im Palais des türkischen Gesandten in Paris, der äußerst geschmackvoll „à la turque“ eingerichtet ist. Die Griechin Irma, die sich in der Gewalt des Gesandten Abdullah befindet, hofft auf Befreiung durch ihren Geliebten Léon. Zwei stumme Diener (die beiden Entführer) bringen Roger gefesselt und mit verbundenen Augen herein. Man nimmt Roger die Fesseln ab und befiehlt ihm, Vorbereitungen zu treffen, eine Mauer hochzuziehen. Danach wird Baptiste, ebenfalls in Fesseln, hereingeführt. Nachdem auch er seine Bande loswurde, befiehlt man diesem, Ketten und Fesseln zu schmieden.
Nachdem alles vorbereitet ist, werden die beiden wieder gefesselt abgeführt. Kurze Zeit darauf erscheint Léon mit einem Diener in ebendiesem Salon, um seine Geliebte Irma zu befreien. Dieses Vorhaben schlägt fehl und zur Strafe sollen die beiden nun auf Befehl Abdullahs lebendig eingemauert werden.
Roger erkennt mit Entsetzen, dass das Opfer sein Freund Léon ist. Um ihm Mut zu machen, stimmt er sein Handwerkerlied an; mit dem bekannten Refrain „Nur Courage, nicht verzagen! Treue Freunde sind dir nah!“

### Dritter Aufzug
Gleiches Szenarium wie im ersten Aufzug. Die Sonne geht gerade auf; früher Morgen des folgenden Tags. Henriette sucht verzweifelt ihren Ehemann Roger. Nach und nach erscheinen die anderen Frauen aus der Nachbarschaft und helfen ebenfalls suchen. Darunter ist auch Mme Bertrand, mit der Henriette bald in Streit gerät (Höhepunkt dieser Auseinandersetzung ist das Zankduett).
Henriette sucht allein weiter und findet Roger, der – reichlich entlohnt – von seinen Entführern wieder nach Hause gebracht worden war. Als Henriette in ihrer Eifersucht Roger erzählt, Frau Bertrand hätte ihn vergangene Nacht vor und im Palais des türkischen Gesandten gesehen, löst sich das Rätsel. Die Polizei wird alarmiert, und es gelingt, Irma und Léon zu retten. Inzwischen ist auch Baptiste zurück und will der Gesellschaft von den schrecklichen Ereignissen erzählen, als Roger mit dem geretteten Paar zurückkommt.